# Kolczyn (województwo mazowieckie)
Kolczyn – wieś w Polsce położona w województwie mazowieckim, w powiecie sierpeckim, w gminie Gozdowo. Ma status sołectwa.
| SIMC    | Nazwa          | Rodzaj    |
| ------- | -------------- | --------- |
| 0565191 | Kolczyn-Wrzosy | część wsi |

W latach 1975–1998 miejscowość administracyjnie należała do województwa płockiego.